# Mieza
Mieza település Spanyolországban, Salamanca tartományban. Mieza Vilvestre, Cerezal de Peñahorcada, La Zarza de Pumareda, Aldeadávila de la Ribera és Freixo de Espada à Cinta községekkel határos. Lakosainak száma 176 fő (2024).

## Népesség
A település népessége az elmúlt években az alábbi módon változott:
| Lakosok száma | 357  | 334  | 297  | 265  | 248  | 232  | 222  | 196  | 180  | 176  |
|               | 2001 | 2004 | 2007 | 2009 | 2012 | 2014 | 2017 | 2019 | 2022 | 2024 |